# Oshlak
Oshlak (serbisch Ошљак Ošljak) ist ein Berg im Kosovo, der eine Höhe von 2212 m. i. J. erreicht. Der langgezogene Bergrücken liegt östlich von Prizren, im Norden der Šar Planina, durch diese vom Tal des Bistrica e Prizrenit und dem Pass Prevalla (1535 m. i. J.) getrennt. Im Nordwesten befindet sich der Berg Koxha Ballkan (2043 m. i. J.), im Norden die Pashallora (2039 m. i. J.).
An den südöstlichen Hängen des Oshlak befindet sich das Dorf Prevalla unweit des gleichnamigen Passes, wo im Winter auch Ski gefahren wird. Über den Oshlak-Trail ist der Gipfel für Wanderer erreichbar. Die lange Gratwanderung gilt als eine der attraktivsten Wanderrouten in der Region.
Das Gebiet rund um den Berg gehört mehrheitlich zum Nationalpark Sharr.